# 암유전자

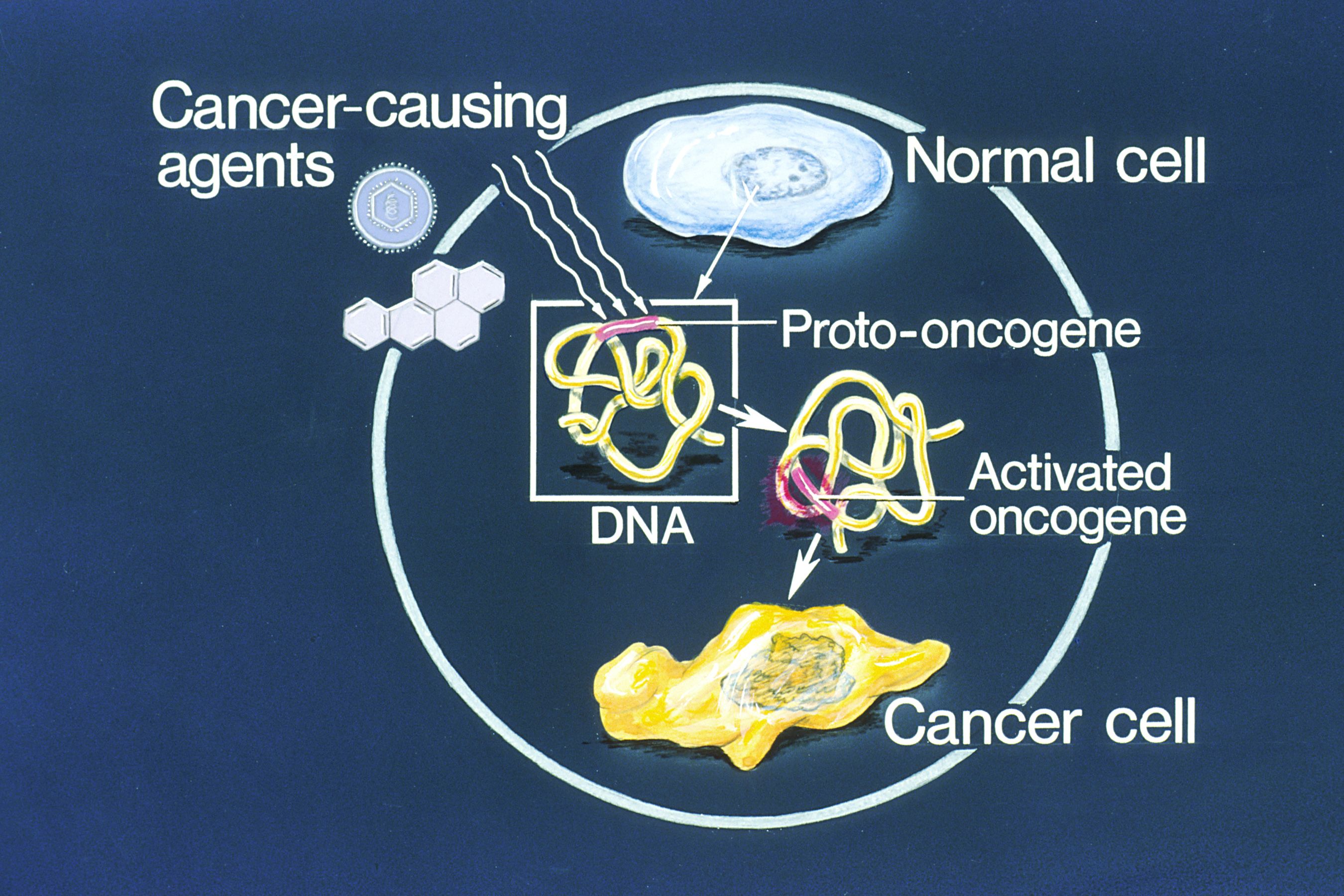
정상세포가 어떻게 암세포로 바뀌는지를 나타낸 그림

암유전자 또는 종양 유전자(oncogene)는 잠재적으로 암을 일으킬 수 있는 유전자이다. 종양 세포에서 이 유전자들은 돌연변이를 일으키거나 높은 수준으로 발현할 수 있다.
대부분의 정상 세포는 중요 기능이 변경되거나 오기능을 할 때 프로그래밍된 형태의 빠른 세포사망(세포자살)을 경험한다. 활성화된 암유전자는 세포자살이 예정된 이러한 세포들을 생존시키고 도리어 확산시킨다. 대부분의 암유전자는 원종양형성유전자로서 시작한다.

## 역사
암유전자론은 독일의 생물학자 테오도어 보베리가 1914년 그의 책 "악성종양의 기원에 관하여"(Zur Frage der Entstehung Maligner Tumoren)에서 언급되었으며 여기서 그는 종양 발전 중 확대되는 암유전자의 존재를 예측하였다.
최초로 암유전자가 확인된 것은 1970년이며 SRC로 명명되었다. SRC는 치킨 레트로바이러스 안에서 암유전자로 처음 발견되었다.

## 같이 보기
- 종양억제유전자
- 종양바이러스
- 양적 형질 위치